# إحداثيات أرضية

الإحداثيات الأرضية

الإحداثيات الأرضية (بالإنجليزية: Geodetic coordinates)‏ هي نوع من أنظمة الإحداثيات المتعامدة [الإنجليزية] المنحنية المستخدمة في مسح الأرض استنادًا إلى السطح الناقصي المرجعي. وهي تشمل العرض الأرضي (شمال/جنوب) ϕ، والطول (شرق/غرب) λ، والارتفاع الناقصي h (المعروف أيضًا باسم الارتفاع الأرضي). تُعرف الثلاثية أيضًا باسم إحداثيات الأرض الناقصية (لا ينبغي الخلط بينها وبين الإحداثيات الناقصية التوافقية أو إحداثيات السطح الناقصي [الإنجليزية]).